# Anomalie gravitațională

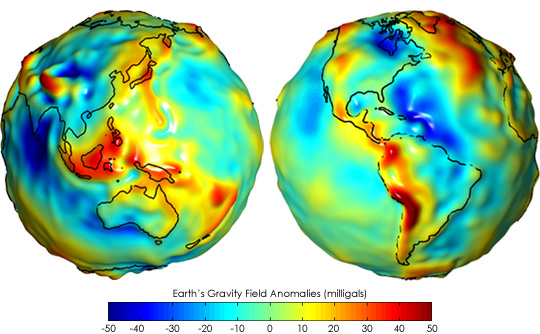
Harta anomaliilor gravitaționale creată de satelitul NASA GRACE (Gravity Recovery And Climate Experiment)

Anomalia gravitațională (terestră) este diferența dintre gravitația (terestră) observată și valoarea prezisă de un model.
O anomalie gravitațională pozitivă indică prezența unui corp cu masă în exces față de masa modelului de referință. Prin modelarea numerică a câmpului gravitațional se poate determina structura internă a planetelor. 